# Tahnoon Al-Zaabi
Tahnoon Hamdan Saeed Al Badal Al Zaabi, meglio noto come Tahnoon Al-Zaabi (in arabo طحنون الزعابي‎?; Dubai, 10 aprile 1999), è un calciatore emiratino, centrocampista dell'Al-Wasl e della nazionale emiratina.

## Biografia
Suo fratello Mohammed Al-Zaabi è anch'egli un calciatore.

## Palmarès

### Club

#### Competizioni nazionali
- Supercoppa degli Emirati Arabi Uniti: 2

Al-Wahda:2017, 2018
- Coppa di Lega emiratina: 2

Al-Wahda:2017-2018, 2023-2024